# All Nippon Airways
All Nippon Airways er det næststørste japanske flyselskab. Selskabet har hovedkvarter i Tokyo og er også kendt under navnet ANA. Selskabet blev stiftet i 1952 og har siden 1999 været medlem af Star Alliance.